# 见面吧就现在
《见面吧就现在》（Let's Meet Now），是一部2022年中国大陆网络剧。由姜好、猫的树執導，盧洋洋、何與、张子健、姜之南、周峻緯、张淼怡、方曉東等主演。于2022年9月9日在爱奇艺首播。

## 主要演员
| 演員   | 角色   | 简介 |
| 盧洋洋 | 季秋   | 26歲，綜藝節目編導。名牌大學畢業的她，對工作得心應手、幹練獨立，個性陽光，富有正義感，遇事冷靜果斷。雖然溫柔可人的外貌無法和實力派、果斷聯繫到一起，但她總可以在力所能及的範圍內幫別人解決棘手的難題。本來只把周子謙當弟弟，但在相處中不知不覺喜歡上他。 |
| 何與   | 周子謙 | 21歲，歸國的射擊選手。一個開朗的男孩，心理年齡只有3歲，純情大男孩，季秋的青梅竹馬，11歲出國時，因為沒有找到季秋道別而大哭。回國之後在微博上找到季秋並刻意接近，看似不會被任何事難倒的他，卻因為季秋而一再慌亂無措，習慣了隱藏，但喜歡是藏不住的。 |
| 张子健 | 傅其樂 | 25歲，大學心理學老師，季秋和宋絨絨的高中同學兼多年好友，傅恬的哥哥。溫柔體貼、聰明機敏，飽讀詩書，作為心理諮商講師，去射擊隊做心理疏導時，跟周子謙互相看不慣，兩人你來我往的鬥嘴，鬧出許多笑話。暗戀季秋多年，知道季秋喜歡周子謙後放棄。 |
| 姜之南 | 宋絨絨 | 25歲，慢節奏女孩，雜誌社編輯，季秋和傅其樂的高中同學，跟季秋住在一起。因為預產期後過半個月後才出生，所以反應比別人慢，做事也比別人慢半拍。雖然在生活中常常慢半拍，擁有著頗長的反射弧，但在面對愛情和友情時，她就像一顆小太陽，擅長向別人給予熱量和溫暖，也因此打動射擊選手許望，雖然被許望的言語傷害過，但宋絨絨傷心是因為許望承受著很大的壓力而不是因為感情被拒絕。後誤會解開，兩人開始了一段愛情。 |
| 周峻緯 | 許望   | 射擊隊新人選手，個性溫柔穩重，心理年齡40歲。跟高遠是舍友，也跟周子謙等人是朋友。射擊隊的隊內訓練中，他出色的成績遭到隊員嫉妒，隊員用他的家庭創傷攻擊，導致他情緒激動，隊內考核發揮失常，但因為周子謙要去錄製節目所以拿到了比賽資格。被隊友挑釁「是你剋死了你爸媽」後情緒不佳，陷入自卑與壓力中，拒絕宋絨絨的感情，並覺得沒有必要喜歡他。與宋絨絨解開誤會後，兩人走到了一起。                         |
| 張淼怡 | 傅恬   | 樂天派的花痴學渣，傅其樂的妹妹，周于北的同班同學。房間牆上都是周子謙的海報，周子謙的粉絲，常跟在學霸同學周于北後面，偷偷去電腦教室看射擊比賽時遇到周于北，讓她誤以為周于北也是周子謙的粉絲，對周于北親近起來。除了語文其他科目一蹋糊塗，語文成績很好，作文也受過老師表揚。 |
| 方曉東 | 周于北 | 江宜高中的高冷校草學霸，周子謙的弟弟，雖然身為弟弟，但個性比周子謙更穩重，常常照顧他，同時也是傅恬的同班同學。個性毒舌傲嬌，喜歡安靜的他，碰到了鬧騰的傅恬，冰冷的他慢慢被傅恬融化，為了躲避吵鬧參加了影像社，沒想到在影像社也碰到了話多的傅恬，在相處中慢慢的喜歡上傅恬，最後走到了一起。 |
| 李之繁 | 高遠   | 江宜射擊隊除周子謙外第二厲害的，也是周子謙和許望的朋友，宋絨絨的青梅竹馬。個性仗義陽光，暗戀宋絨絨，與其是歡喜冤家，後來發現宋絨絨與許望互相喜歡而黯然放棄。誤以為周子謙喜歡射擊隊助理程珈，鬧出不少笑話。 |

## 歌曲
| 《見面吧就現在》OST | 《見面吧就現在》OST | 《見面吧就現在》OST | 《見面吧就現在》OST | 《見面吧就現在》OST |
| 曲序                | 曲目                |                     | 作曲                | 演唱                |
| ------------------- | ------------------- | ------------------- | ------------------- | ------------------- |
| 1.                  | Turns（片頭曲）     | Lionzed             | Lionzed             | Lionzed             |
| 2.                  | 少年                | Piggy               | Piggy               | Piggy               |
| 3.                  | 可以嗎              | 王嘉懿、空匪        | 王嘉懿、空匪        | 王嘉懿、空匪        |
| 4.                  | 粉色蘇打            | 艾瑞歐ERIOE、木秦   | Robaholic           | 安全著陸、木秦      |
| 5.                  | December Composer   | Vicky宣宣           | Vicky宣宣           | Vicky宣宣           |
| 6.                  | 笨蛋                | 徐秉龍              | 徐秉龍              | 徐秉龍              |
| 7.                  | 去見你              | 徐秉龍              | 徐秉龍              | 徐秉龍              |
| 8.                  | Love is Love        | AKIKO桃子、變量     | 趙二                | 昨夜派對(L.N Party) |
| 9.                  | Dear You            | AKIKO桃子           | 趙二                | 昨夜派對(L.N Party) |